# Dömötör János (altábornagy)
Vitéz Dömötör János (eredeti neve: Schreiber János; 1928-ig) (Komárom, 1889. február 12. – Budapest, 1972. június 9.) magyar királyi honvéd tábornok.

## Életpályája
1908-ban végzett a pécsi Zrinyi Miklós honvéd hadapród iskolában. 1914–1918 között az orosz fronton szolgált a kassai 9. gyalogezrednél századosi rangban, ezredsegédtiszti beosztásban. A pótzászlóaljhoz helyezték 1918 novemberében. 1926-ban már őrnagyként szolgált. 1928-ban a Vitézi Rend tagjává avatták. 1937. szeptember 20-án vezérkari ezredesként képviselte a honvéd vezérkart a rákoskeresztúri Hősök temetőjében a német hősi halottak emlékművének az avatásán. 1939. február 1-től vezérőrnagyként a Pécsi állomáshelyű 11. gyalogdandár (később hadosztály) parancsnoka volt. A 3. hadsereg fővezérségéhez beosztott dandárjaként részt vett a délvidéki harcokban. 1940. május 1-én altábronaggyá nevezték ki. 1940-ben a 11. gyalogdandár élén részt vett az erdélyi bevonulásban. 1941. április 27-én a Pécsre visszatérő gyalogezredek díszfelvonulását vezette. 1942–1943 között altábornagyként a doni 2. hadsereg IV. hadtestének parancsnoka volt.
A Farkasréti temetőben temették el.

## Családja
Szülei: Schreiber János Ignác asztalos és Fehér Anna voltak. Katonai pályára lépett, később felvette felesége, Dömötör Izabella családi nevét. 1918. szeptember 23-án vette feleségül Budapesten, Józsefvárosban Dömötör Izabella Ilonát (1896–1979).

## Kitüntetései
- III. osztályú katonai érdemkereszt kardokkal
- bronz és ezüst katonai érdemérem kardokkal
- Károly csapatkereszt
- sebesülési érdemérem I.